# Paul Scheermann
Paul Scheermann (* 18. März 1949 in Finnentrop) ist ein ehemaliger deutscher Fußballspieler. Der Offensivspieler hat beim 1. FC Köln von 1971 bis 1973 in der Fußball-Bundesliga 31 Ligaspiele absolviert und dabei sieben Tore erzielt.

## Laufbahn

### Jugend und 1. FC Köln, bis 1973
Scheermann ist im sauerländischen Finnentrop aufgewachsen und hat dort bei der heimischen SpVg Finnentrop von 1957 bis 1967 alle Jugendstationen durchlaufen; er trat damit in die Fußstapfen seines Vaters und seines älteren Bruders, die ebenfalls bei der Spielvereinigung Fußball gespielt hatten. Sein Talent führte ihn in die Kreisauswahl Meschede und in den Kader der Westfalenauswahl. Schulisch besuchte er das Gymnasium in Attendorn, wo er auch sein Abitur ablegte. Nach der Bundeswehrzeit – er war 1969/70 mit der 1. Mannschaft von Finnentrop in der Bezirksklasse Sauerland angetreten – begann er ab 1969 ein Sportstudium an der Sporthochschule in Köln und lernte dadurch den Dozenten und gleichzeitigen Trainer der Amateure des 1. FC Köln, Gero Bisanz, kennen. Ab Sommer 1970 war der in der Uni-Auswahl aktive Scheermann bei den FC-Amateuren aktiv. Er überzeugte in der Saison 1970/71 die Verantwortlichen des FC, als die Amateure mit dem neuen Spielmacher und Torschützen aus Finnentrop Vizemeister hinter dem deutschen Amateurmeister SC Jülich wurden. Er bekam ab der Runde 1971/72 einen Zweijahresvertrag und wurde damit Lizenzspieler bei der „Geißbockelf“.
Trainer Gyula Lóránt erwies sich als Förderer junger Talente und der zumeist als „hängender Mittelstürmer“ eingesetzte Scheermann konnte sich in seiner Debütsaison neben Angriffskollegen wie Heinz Flohe, Wolfgang Overath, Johannes Löhr und Bernd Rupp behaupten und der FC belegte am Rundenende den 4. Rang. Sein Debüt in der Bundesliga gab Scheermann am achten Rundenspieltag, den 25. September 1971, bei einem 1:1-Auswärtsremis bei Rot-Weiß Oberhausen, wo er in der 71. Minute für Heinz Flohe eingewechselt wurde. Einen besonderen Auftritt hatte der vormalige Amateurfußballer beim Heimspiel am 2. Oktober 1971 gegen Borussia Mönchengladbach. Beim 4:3-Sieg gegen die Weisweiler-Elf zeichnete er sich als zweifacher Torschütze aus, darunter der Siegtreffer zum 4:3 in der 80. Spielminute. Auch zu internationalen Einsätzen wurde Scheermann in seinem ersten Profijahr berufen: In der 1. Runde im UEFA-Cup kam er zwar in den Spielen gegen AS St. Etienne (1:1/2:1) im September 1971 noch nicht zum Einsatz, aber in der 2. Runde gegen die Schotten vom FC Dundee vertraute Lorant auf den jungen Spieler. Nach dem 2:1 im Heimspiel verlor der FC aber das Rückspiel auf der Insel mit 2:4 und schied aus dem Wettbewerb aus. Nachdem er in der ersten Saison noch 24 Mal für die Geißböcke zum Einsatz gekommen war, wurde er in seinem zweiten Jahr dort nur noch sieben Mal eingesetzt, auch weil er wegen einer Meniskus-Verletzung längere Zeit ausfiel und es Spannungen mit Lorant-Nachfolger Rudi Schlott gegeben hatte. Im UEFA-Cup hatte er drei Einsätze und erzielte ein Tor.
Er schloss sich zur Saison 1973/74 Rot-Weiß Oberhausen in der zweitklassigen Fußball-Regionalliga West an.

### Oberhausen, Völklingen und Lüdenscheid, 1973 bis 1981
Ein Mitgrund für die Vertragsunterschrift bei der Kleeblattelf vom Stadion Niederrhein war, dass er damit sein Studium an der Sporthochschule in Köln fortsetzen konnte. Von den internen Rahmenbedingungen konnte Oberhausen nicht mit Köln konkurrieren, sportlich wurde die erste Saison 1973/74 aber zu einem Erfolg. Hinter Meister SG Wattenscheid 09 erreichte RWO die Vizemeisterschaft und zog damit in die Aufstiegsrunde zur Bundesliga ein. Scheermann hatte in 30 Ligaeinsätzen vier Tore an der Seite des herausragenden RWO-Akteurs Lothar Kobluhn (33-25) unter Trainer Heinz Murach bestritten. Die Aufstiegsrunde beendete Oberhausen zwar mit einem 4:0-Heimerfolg gegen Aufsteiger Tennis Borussia Berlin, die 1:2-Heimniederlage gegen Borussia Neunkirchen und die 0:3-Auswärtsniederlage beim Gruppenletzten St. Pauli hatten aber zuvor den möglichen Aufstieg zunichtegemacht. Im ersten Jahr der neu eingeführten 2. Bundesliga, 1974/75, brach Oberhausen völlig ein und stieg als 18. in das Amateurlager ab. Scheermann hatte in 26 Zweitligapartien drei Tore erzielt. Er nahm zur Runde 1975/76 das Angebot von Röchling Völklingen an und wechselte in das Saarland und spielte somit in der 2. Bundesliga Gruppe Süd.
Unter Trainer Herbert Binkert und an der Seite von Torjäger Karl-Heinz Granitza (29 Tore) belegte er mit Völklingen 1975/76 den 6. Rang und hatte in 34 Ligaeinsätzen einen Treffer erzielt. Granitzas Weggang Anfang der Hinrunde 1976/77 zu Hertha BSC traf Völklingen massiv, ohne Torjäger landete der auch noch durch den Rückzug des Hauptsponsors betroffene Verein auf dem 16. Rang und gab am Rundenende freiwillig die Lizenz für die 2. Liga zurück. Scheermann hatte neben Mitspielern wie Jürgen Stars, Walter Spohr, Horst Schauß und Gerd Warken 35 Ligaeinsätze absolviert und zwei Tore erzielt.
Scheermann verblieb in der 2. Bundesliga, er kehrte zur Runde 1977/78 in den Fußball-Westen zurück und spielte für den Liganeuling Rot-Weiß Lüdenscheid in der 2. Bundesliga Gruppe Nord. Er trat gleichzeitig auch eine Stelle als Lehrer für Sport und Erdkunde am Geschwister-Scholl-Gymnasium Lüdenscheid an. Mit dem Aufsteiger belegte er unter den Trainern Klaus Hilpert und dessen Nachfolger Anton Burghardt (ab Januar 1978) den 13. Rang und war in 30 Ligaspielen (2 Tore) aktiv gewesen. In Lüdenscheid erlebte er in den folgenden drei Runden noch die Trainerarbeit von Herbert Burdenski (1978/79), Werner Schumacher (1979/80) und Günter Luttrop (1980/81).
Vor der Runde 1980/81 waren für den neuen Trainer Günter Luttrop die Abgänge von Heinz-Josef Koitka und Günter Kuczinski zu verkraften. In der 22er-Staffel belegte RWL den 20. Rang und war damit nicht für die ab 1981/82 startende eingleisige 2. Bundesliga – 10 Plätze waren für den Norden und Westen aus der vormaligen 2. Bundesliga Gruppe Nord freigehalten – qualifiziert. Das letzte Zweitligaspiel für Scheermann fand am 16. Mai 1981 beim 1:1-Heimremis gegen den VfB Oldenburg statt, wo er als Libero im Einsatz gewesen war. Uwe Helmes, Ranko Petković und Manfred Lopatenko bildeten dabei die Angriffsreihe von Lüdenscheid. Scheermann war nochmals in 28 Ligaspielen für Lüdenscheid im Einsatz gewesen. Nach der Zurücksetzung in die Amateuroberliga beendete er seine Spielerkarriere. Scheermann wird in der 2. Fußball-Bundesliga mit insgesamt 219 Einsätzen und 15 Toren aufgeführt. Es folgten noch einige Jahre als Trainer der A-Jugend (1986 bis 1988) und der 1. Mannschaft (1988 bis 1990).
Nach seiner Fußballerkarriere war er bis zu seiner Pensionierung unter anderem als Sportlehrer am Geschwister-Scholl-Gymnasium Lüdenscheid tätig.

## Erfolge
- 1973 Deutscher Vize-Meister
- 1973 DFB-Pokal-Finale